# Vierge à l'Enfant (Cima da Conegliano, Bologne)
Pour les articles homonymes, voir Vierge à l'Enfant.
La Vierge à l'Enfant – en italien Madonna col Bambino – est un tableau réalisé par le peintre italien Cima da Conegliano vers 1495. Cette huile sur panneau est une Madone sur fond de paysage montagneux, l'Enfant Jésus étant figuré nu, les bras croisés, debout sur un parapet en marbre.
L'œuvre provenant de la sacristie de San Giovanni in Monte (it)  est conservée à la pinacothèque nationale de Bologne, et une copie d'atelier se trouve au Holburne Museum, à Bath, au Royaume-Uni.

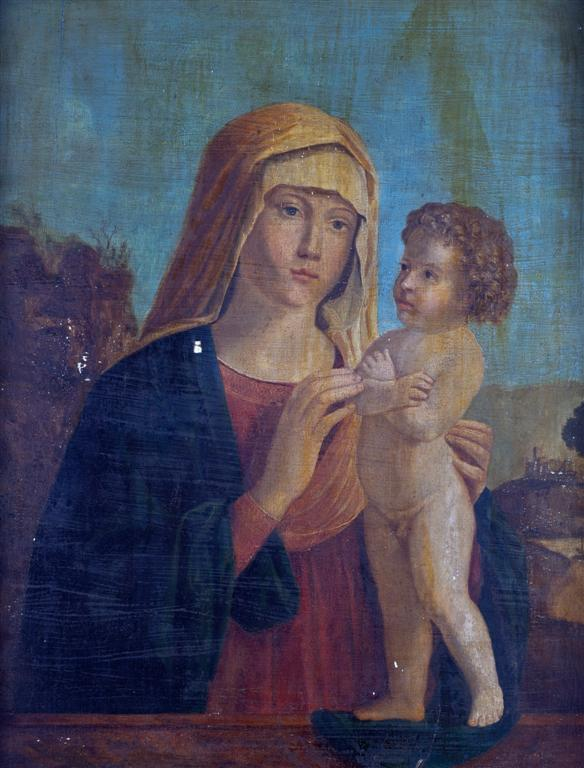
Copie d'atelier au Holburne Museum, à Bath.

## Description détaillée
L'Enfant Jésus, les pieds sur un pan de la tunique bleue de sa mère, porte, comme elle, une fine auréole circulaire. Il regarde sa mère droit dans ses yeux, elle, droit devant elle. En second plan, le paysage, sur fond de montagnes bleuies et de ciel nuageux, dévoile à gauche des ruines sur un sommet escarpé et des arbres morts, et à droite une ville fortifiée, un cours d'eau, un chemin, un arbre isolé. 
La signature du peintre figure sur un cartellino sur ce même parapet en bas à droite. 